# Field Day (videogioco)
Field Day, in Giappone noto come The Undōkai (THE運動会?), è un videogioco multisportivo per arcade edito dalla Taito nel 1984. Come ambedue i nomi suggeriscono si basa su una tipica giornata sportiva organizzata da una scuola superiore in tutto il mondo, specie nel Sol Levante.
È incluso esclusivamente nella raccolta per PlayStation 2 Taito Memories II Jōkan, uscita nel 2007 solo in Giappone.

## Modalità di gioco
Il gameplay di Field Day è simile a quello di Track & Field della Konami. Il giocatore compete in una serie di eventi, la maggior parte dei quali consiste nel premere alternativamente due pulsanti il più velocemente possibile per far correre più velocemente la atleta sullo schermo. Un terzo pulsante viene adoperato per compiere l'azione della atleta, come ad esempio saltare. Ha un formato a scorrimento orizzontale, un grande tabellone segnapunti che mostra i record e le gare attuali e un pubblico gremito sullo sfondo.
Di seguito sono elencate le sette diverse discipline di cui il titolo si compone:
- Ball-Toss - La atleta tira continuamente una serie di palle da mandare nel canestro.
- Corsa a tre gambe - Due atlete con una corda legata alle gambe devono correre e arrivare alla fine del percorso.
- Bell-Ringer - La atleta, munito di martello deve cercare di suonare la campana su un palo alto dieci metri.
- Corsa ad ostacoli - Come dice il nome, la atleta deve superare una serie di ostacoli e tenersi in bocca verso la fine della corsa un pezzo di pane.
- Softball-Toss - La atleta prendendo la rincorsa cerca di lanciare la palla alla distanza più lunga possibile.
- Staffetta 120 m - Le regole sono come quelle ufficiali.
- Tiro alla fune - Bisogna tirare la squadra avversaria dalla propria parte, in modo che il punto marcato più vicino agli avversari attraversi il centro del campo.

In ogni evento c'è un tempo o un livello di qualificazione che il giocatore deve raggiungere per avanzare a quello successivo; se non si qualifica (in una batteria per gli eventi di corsa o tre tentativi negli altri eventi) il numero di vite verrà ridotto di una, ma se non ne ha nessuna a disposizione, la partita terminerà.

## Colonna sonora
I tre brani di musica classica arrangiati ad 8-bit presenti in Field Day sono: Ouverture del Guglielmo Tell di Gioacchino Rossini, l'ouverture della Carmen di Georges Bizet e il can-can di Orfeo all'inferno di Jacques Offenbach.

## Accoglienza
In Giappone, la rivista Game Machine elencò Field Day nel numero del 15 giugno 1984 come la nona unità arcade di maggior successo del mese.